# Kazuhiko Aoki

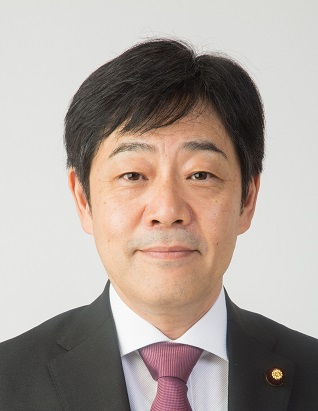
Kazuhiko Aoki, 2019

Kazuhiko Aoki (jap. 青木 一彦 Aoki Kazuhiko; * 25. März 1961 in Taisha, Landkreis Hikawa (heute: Izumo), Präfektur Shimane) ist ein japanischer Politiker. Für die Liberaldemokratische Partei (LDP; Motegi-Faktion) ist er seit 2010 Abgeordneter im Sangiin, dem Oberhaus des Nationalparlaments. Seit 2016 ist er der erste Vertreter des neu geschaffenen kombinierten Präfekturwahlkreises Tottori-Shimane.
Aoki, der Sohn des Abgeordneten Mikio Aoki, studierte an der pädagogischen Fakultät der Waseda-Universität und arbeitete nach mehreren Jahren als Angestellter in der Privatwirtschaft ab 1999 als Sekretär des Kabinettssekretärs, seines Vaters. Ab 2000 war er der erste Sekretär im Abgeordnetenbüro seines Vaters. Als dieser sich vor der Sangiin-Wahl 2010 kurzfristig aus gesundheitlichen Gründen zurückzog, folgte Aoki ihm als LDP-Kandidat in Shimane.
Bei der Wahl konnte Aoki mit rund 222 Tausend Stimmen seinen demokratischen Gegenkandidaten Hirotaka Iwata (rund 151 Tausend) und zwei weitere Bewerber von Minna no Tō und KPJ klar schlagen und ist damit für sechs Jahre als Abgeordneter gewählt. Im Sangiin ist er unter anderem Mitglied des Agrar- und des Rechnungsausschusses.
Zur Wahl 2016 verlor Shimane die eigenständige Vertretung im Sangiin. Im neuen kombinierten Einmandatswahlkreis Tottori-Shimane setzte sich Aoki mit knapp 63 % der Stimmen klar gegen Hirohiko Fukushima (34,7 %), den Einheitskandidaten der Opposition, durch. 2022 wurde er ungefährdet wiedergewählt.
In der Regierung war er von 2014 bis 2015 (umgebildetes Kabinett Abe II & Abe III) „parlamentarischer Sekretär“, von 2019 bis 2020 (Kabinett Shinzō Abe IV (2. Umbildung)) „Vizeminister“ im Ministerium für Land & Verkehr (englisch „Land, Infrastruktur, Verkehr und Tourismus“).